# Hisaši Kaneko
Hisaši Kaneko (japonsko 金子 久), japonski nogometaš, * 12. september 1959.
Za japonsko reprezentanco je odigral 7 uradnih tekem.